# Lagunilla, Guerrero
Lagunilla är en ort i Mexiko.   Den ligger i kommunen Mochitlán och delstaten Guerrero, i den södra delen av landet, 230 km söder om huvudstaden Mexico City. Lagunilla ligger 1 147 meter över havet och antalet invånare är 342.
Terrängen runt Lagunilla är varierad. Runt Lagunilla är det glesbefolkat, med 15 invånare per kvadratkilometer. Närmaste större samhälle är Chilpancingo de los Bravo, 19,1 km norr om Lagunilla. I omgivningarna runt Lagunilla växer huvudsakligen savannskog.